# Anania atlanticum
Anania atlanticum is een vlinder van de familie van de grasmotten (Crambidae). De wetenschappelijke naam van deze soort is voor het eerst voorgesteld als Botys atlanticum door George Thomas Bethune-Baker in een publicatie uit 1894.
De soort komt voor op Madeira en de Canarische Eilanden.